# Mẫu đơn dại
Mẫu đơn dại (danh pháp hai phần: Paeonia delavayi) là một loài thực vật trong họ Paeoniaceae. Loài này được đặt tên theo Pierre Jean Marie Delavay. P. delavayi lần đầu tiên được mô tả bởi Adrien René Franchet năm 1892.